# کاری کایرامو
کاری کایرامو (انگلیسی: Kari Kairamo; ۳۱ دسامبر ۱۹۳۲ – ۱۱ دسامبر ۱۹۸۸) فعال تجاری اهل فنلاند بود. او رئیس و مدیرعامل شرکت نوکیا و فردی مهم و محبوب در این صنعت بود که به طور فعال در سیاست خارجی فنلاند نیز مشارکت داشت.